# Метамонади
Метамонади (Metamonada) – тип (згідно з деякими авторами – клас) джгутикових одноклітинних.

## Загальні відомості
Відомо близько 300 видів, більшість – паразити або симбіотичні форми. Життєвий цикл проходить зазвичай у одному хазяїні, статевий процес не спостерігався. Клітина має кілька джгутикових апаратів,  пов'язаних з ядром – так званих каріомастигонтів. Мітохондрії та апарат Гольджі відсутні. В ядрі знайдена ДНК, яка кодує гени, гомологічні мітохондріальним. Мітоз закритий, проходить у ядрі. Майже усі представники можуть культивуватися у лабораторії (за виключенням Retortamonadida).